# De Boetenbaintjes
De Boetenbaintjes was een band uit Winsum, die bestond van 1988 tot 2000 en onder leiding stond van Alje van Bolhuis.
In 1988 werden De Boetenbaintjes opgericht door Van Bolhuis. De Boetenbaintjes maakten muziek in Gronings. De nummers zijn regelmatig te beluisteren op Radio Noord en vallen meestal te scharen onder het genre luistermuziek. In 1990 verscheen het eerste album Geef mie de roemte op muziekcassette. Hun bekendste nummer Meziek deur dörp brachten zij uit in 1994 op het album Onderwegens. In 2000 ging de band uit elkaar. In 2001 werd het nummer Meziek deur dörp opgenomen op de cd Verzoamelgoud van Maura Music.
Naast werk met De Boetenbaintjes heeft Van Bolhuis ook twee soloalbums uit en trad hij op met Alfred Maring onder de naam Alje & Alfred.

## Bandleden
- Alje van Bolhuis - zang, gitaar
- Jannie Schaaphok - zang
- Coen van der Molen - zang, accordeon, drums, basgitaar

## Discografie
- Grunnegers veur aaid (1988; met Lianne Abeln)
- Geef mie de roemte (1990; aanvankelijk enkel op muziekcassette, in 1997 heruitgegeven op cd)
- Speulenderwies (1992)
- Onderwegens (1994)
- Baal is rond (1996)
- ...en wel bennen joe den (1997)

### Van Bolhuis
- Dizze raais thoes (1994)
- Jong van Bolhoes (1998)
- Geef mie mor Winsum (2007; met Alfred Maring)